# Helen Miller Shepard
Pour les articles homonymes, voir Shepard.
Helen Miller Shepard, née Helen Miller Gould le 20 juin 1868 à Manhattan (New York) et morte le 21 décembre 1938 à Roxbury (État de New York), est une philanthrope américaine, membre de la famille Gould (en).

## Biographie
Née sous le nom d'Helen Miller Gould, elle est la première fille de Jay Gould et Helen Day Miller (1838–1889). Sa sœur Anna Gould était une autre héritière en vue.
Elle a suivi les cours de la New York School of Law.

### Mariage
Helen Miller Gould épouse Finley Johnson Shepard (1867-1942) le 22 janvier 1913,,.
Ils ont adopté trois enfants et ont eu un enfant en famille d'accueil, Louis Seton. Les enfants adoptés étaient :
- Finley Jay (nommé en l'honneur de Finley Johnson Shepard et de Jay Gould), un enfant abandonné de trois ans qui a été retrouvé sur les marches de la cathédrale Saint-Patrick de Manhattan en 1914 ;
- Olivia Margaret (nommée en l'honneur de la chère amie d'Helen, Mme Russell Sage) ;
- Helen Anna (nommée pour Helen et sa sœur, Anna).

### Mort
Elle meurt le 21 décembre 1938 et est inhumée dans le mausolée familial le 23 décembre 1938,.

## Honneurs
- La goélette Helen Miller Gould a été baptisée de son nom.